# Platymantis diesmosi
Platymantis diesmosi é uma espécie de anfíbio anuros da família Ceratobatrachidae. Está presente nas Filipinas. A UICN classificou-a como deficiente de dados.